# Assassin’s Creed Unity
Assassin’s Creed Unity (с англ. — «Кредо ассасина: Единство», в русской локализации Assassin’s Creed Единство) — компьютерная игра из серии Assassin’s Creed в жанре action-adventure, которую разработала компания Ubisoft для платформ PC, PlayStation 4 и Xbox One.
Действие игры разворачивается в Париже в XVIII веке. Разработчики представили игрокам нового ассасина австрийско-французского происхождения по имени Арно Виктор Дориан. В игре также появился кооперативный режим максимум для 4 человек.

## Игровой процесс
Ubisoft взяла в качестве основной сюжетной линии события французской революции 1789 года, когда Франция перешла от монархии к республике. Основные события разворачивались в течение 5 лет, начиная с взятия Бастилии и похода на Версаль до казни короля Людовика XVI и Термидорианского переворота. Именно в эту эпоху сословные привилегии были отменены и впервые были закреплены права человека.
Также команда разработчиков позволила фанатам самим выбрать время и место действия игры посредством голосования. Одним из самых популярных вариантов действительно был Париж XVIII века. Среди прочих вариантов также присутствовала Викторианская Англия, Феодальная Япония, Царская Россия и другие страны и временные рамки.
В игре новая механика паркура, позволяющая перемещаться по парижским стенам и зданиям без каких-либо помех. Были добавлены новый режим стелса, система укрытий и техника манипуляции толпой. Также появилось дерево навыков, благодаря которому игрок может развивать своего персонажа, выбирая при этом свой стиль игры.
Во многие здания Парижа можно входить сразу, не дожидаясь, когда произойдёт загрузка. Также на карте может быть одновременно 5000 AI-персонажей.

## Сюжет
В настоящие дни на игрока, играющего на распространяемой «Абстерго» консоли Helix и исследующего воспоминания о гибели ордена Тамплиеров в 1314 году, выходят ассасины и просят найти Мудреца в памяти, относящейся к годам Великой Французской революции. Сюжет разворачивается вокруг молодого ассасина Арно Виктора Дориана. Его отца убили, когда он был ещё маленьким. В тот же день он знакомится со своей будущей возлюбленной Элизой де ла Серр. Через много лет он становится свидетелем убийства её отца, Великого магистра ордена Тамплиеров Франсуа де ла Серра. В этом преступлении обвиняют его и сажают в Бастилию, где он знакомится с заключённым Пьером Беллеком, мастером ассасином. Когда они освобождаются в ходе штурма Бастилии, Беллек зовёт его в Братство. Поначалу Арно скептически относится к этой идее и сразу после побега отправляется к Элизе, но не может разубедить её в своей причастности к смерти отца девушки. В надежде добиться правды, он решает присоединиться к ассасинам (которых возглавляет граф Оноре де Мирабо), дабы найти убийц де ла Серра.
Год спустя Арно, уже ставший полноценным членом Братства, вместе с Беллеком пытается разобраться в делах Тамплиеров. В ходе слежки он узнаёт одного из Тамплиеров — Шарля Габриэля Сивера, которого считает виновным в убийстве де ла Серра (именно он и был рядом с де ла Серром во время его смерти и обвинил в убийстве Арно). Когда Братство даёт Арно разрешение на убийство Сивера, герой, проникнув в Собор Парижской Богоматери, убивает тамплиера, из воспоминаний которого понимает, что решающий удар нанёс некий «Король Нищих», который, по информации ассасинов, является неофициальным правителем парижского гетто — «Двора Чудес». Выяснив местоположение Короля после слежки за его помощником Ла Тушем и благодаря поддержке маркиза де Сада, Арно убивает цель.
Булавка, найденная среди вещей Короля Нищих, как оказалось, является орудием убийства де ла Серра и творением некоего ювелира Франсуа-Тома Жермена. Вытащив Жермена из заточения в парижском особняке, Арно узнаёт от него, что булавки были сделаны по заказу некоего Кретьена Лафреньера. Узнав планы Лафреньера о подготовке некоего нападения, герой проникает на кладбище, где Кретьен устраивает собрание, и убивает его, выяснив, впрочем, что Лафреньер не был участником заговора среди Тамплиеров — напротив, пытался спасти де ла Серра (именно он написал ему письмо о готовящемся заговоре, которое Арно не смог доставить де ла Серру). За убийство Лафреньера без санкций братства Арно получает выговор от наставников.
Проникнув на место собрания Тамплиеров-заговорщиков (на которых хотел напасть Лафреньер), Арно узнаёт, что они готовятся убить Элизу. Встретившись с Элизой, он спасает её от нападавших, но ситуация кардинально меняется, когда Элиза слышит имя Франсуа-Тома Жермен. Как оказалось, Жермен некогда был участником Ордена, но был изгнан оттуда за некую ересь, касающуюся Жака де Моле и видений. Арно понимает, что Жермен и был инициатором заговора (а также Мудрецом, реинкарнацией представителя Первой Цивилизации Аиты). Герой и его возлюбленная пытаются найти спасение у ассасинов, однако большинство из них, кроме Мирабо (который до убийства де ла Серра заключал с ним мир), не хотят сотрудничать с Элизой. Арно и Элиза вскоре собираются встретиться с Мирабо, однако находят в его особняке лишь труп владельца. Все улики указывают на Элизу, однако Арно, проведя полное расследование, выходит на настоящего убийцу Мирабо — Пьера Беллека, который считал деятельность Мирабо по заключению мира с тамплиерами и активному участию в политике Великой Французской Революции нарушением догматов Кредо. После долгого боя Арно убивает Беллека.
Год спустя Арно получает задание — уничтожить дискредитирующую Мирабо переписку во дворце Тюильри, который в это же время активно штурмуют революционеры. В Тюильри Арно знакомится с молодым офицером Наполеоном Бонапартом, которого спасает от революционеров. Наполеон рассказывает Арно про мешающего ему капитана Фредерика Руя, который является членом Тамплиеров. Арно находит Руя и убивает во время Сентябрьских убийств.
Вскоре Арно в союзе с Элизой убивают ещё двух членов ордена Тамплиеров, участвовавших в заговоре против де ла Серра на стороне Жермена — торговку Мари Левек, провоцировавшую в Париже голодные бунты, и Луи-Мишеля Лепелетье, депутата, настоявшего на казни короля Людовика XVI. Герои планируют убить Жермена во время казни короля, однако тот уже догадывается об их планах — на месте экс-ювелир встречает Арно и рассказывает, что Тамплиеры взяли под контроль Французскую революцию во имя мести за некогда казнённого французским королём Филиппом Красивым Жака де Моле, экс-магистра тамплиеров в XIV веке, а также ради установления во Франции капиталистического строя. Жермен приказывает своим охранникам убить героев и уходит, однако Арно не преследует его, а остаётся, чтобы защитить Элизу. Элиза обвиняет Арно в том, что тот упустил Жермена, после чего герои ссорятся и расходятся. Вдобавок Арно за несколько самовольных убийств изгоняют из ассасинов.
Спустя несколько месяцев Арно пьянствует с горя в разорённом Версале, но в ходе очередной попойки теряет часы отца. В попытках найти их, он проникает в Версальский дворец, где убивает лидера бандитов, укравшего у него часы, но их отдаёт герою Элиза, нашедшая героя и пришедшая помириться ради мести Жермену. Арно соглашается вернуться в Париж, перед этим убив Ла Туша (также Тамплиера и бывшего казначея «Короля Нищих», осуществляющего массовые казни в Версале. Из воспоминаний Ла Туша Арно узнаёт, что нынешним «козырем» Тамплиеров является лидер якобинцев Максимилиан Робеспьер, по факту возглавляющий Францию.
Арно и Элиза решают выманить Жермена, устранив Робеспьера — на празднике по случаю дня Верховного Существа Элиза подмешивает в бокал Робеспьера дурман, в результате чего тот во время выступления выглядит безумцем, а Арно подсовывает депутатам Конвента составленные Максимилианом списки «врагов народа». Все эти обстоятельства настраивают против Робеспьера Конвент, что вскоре приводит к перевороту 9 термидора. В ходе перевозки Робеспьера в тюрьму, тот сбегает с солдатами Парижской Коммуны, однако Арно и Элиза находят его и выясняют местоположение Жермена — Тампль, а затем сдают его солдатам Конвента.
Арно вместе с Элизой проникает в Тампль для убийства Жермена, однако тот вооружается Мечом Эдема, генерирующим электрические импульсы, что заметно осложняет бой. Пытаясь убить Жермена, Элиза погибает от спровоцированного молнией взрыва, повредившего и самого Тамплиера. Арно добивает Жермена, в это же время тот рассказывает ему о видениях, которые повествовали о Жаке де Моле (Мудреце, как и Жермен) и убедили его в предназначении спасти Тамплиеров от краха. Арно оставляет тело Жермена в склепе, а Элизу хоронит рядом с её отцом. Впоследствии Арно возвращается в Братство, а также повторно посещает склеп в Темпле вместе с Наполеоном Бонапартом много лет спустя. В современности же ассасины настоящего сообщают игроку, что миссия выполнена, останки Мудреца спрятаны ещё 200 лет назад самим Арно.

## Варианты издания
На выставке Е3 2014 были опубликованы варианты изданий игры.
| Игра                                         | Да  | Да  | Да  | Да  | Да  |
| Коллекционная коробка                        | Нет | Нет | Нет | Да  | Да  |
| Стальной кейс                                | Нет | Нет | Да  | Да  | Да  |
| Деревянная музыкальная шкатулка              | Нет | Нет | Нет | Нет | Да  |
| Фигурка Арно (39,5 см.)                      | Нет | Нет | Нет | Да  | Нет |
| Фигурка Арно (41 см.)                        | Нет | Нет | Нет | Нет | Да  |
| Официальный саундтрек                        | Нет | Нет | Да  | Да  | Да  |
| 2 литографии в конверте                      | Нет | Нет | Да  | Да  | Да  |
| Картина на холсте в рамке                    | Нет | Нет | Нет | Нет | Да  |
| Высококачественный артбук                    | Нет | Нет | Да  | Да  | Да  |
| Секретная карта мира Парижа                  | Нет | Нет | Нет | Нет | Да  |
| Колода игральных карт                        | Нет | Нет | Нет | Нет | Да  |
| Игровые бонусы                               |     |     |     |     |     |
| Дополнительная миссия «Химическая революция» | Нет | Да  | Да  | Да  | Да  |
| Дополнительная миссия «Американский узник»   | Нет | Нет | Да  | Да  | Да  |
| Набор «Прусский солдат»                      | Нет | Нет | Нет | Нет | Да  |
| Набор «Мушкетёр»                             | Нет | Нет | Нет | Нет | Да  |
| Набор «Стрелок»                              | Нет | Нет | Нет | Нет | Да  |
| Набор «Королевский арсенал»                  | Нет | Нет | Нет | Нет | Да  |

## Дополнительный загружаемый контент
- «Оружие революции» (Revolutionary Armaments Pack) — 28 ноября 2014 года вышло первое дополнение, включающее 6 видов оружия: Пистолет Питкэрна-Патнэма, Надёжная длинноствольная винтовка, Двусторонняя секира палача, Железный пистолет драгуна, Львиная сабля и Народный бердыш.
- «Павшие короли» (Dead Kings) — 13 января 2015 года вышло второе (бесплатное) дополнение. Действие этой кампании из 6 миссий-«воспоминаний» развернётся после основных событий Unity. Арно предстоит отправиться в Сен-Дени, где предстоит исследовать мрачные туннели и катакомбы. С дополнением в игре появятся новые задания, снаряжение и навыки.
- «Тайны революции» (Secrets of the Revolution) — 20 января 2015 года вышло третье дополнение, включающее:
  - 3 одиночных миссии:
    - «Химическая революция» (Chemical Revolution) — Антуан Лоран Лавуазье — отец современной химии — сумел создать особую формулу для ядовитых бомб. Но к сожалению, его похитили до того, как он передал секрет формулы главному герою.
    - «Американский пленник» (American Prison) — Томас Пейн, в своё время прошедший Войну за независимость, прожил во Франции большую часть 90-х годов XVIII века и был глубоко вовлечён в Великую Французскую революцию. Называемый некоторыми врагом нации, он находился под арестом в парижском «Отеле Париткулер».
    - «Жертва науки» (Killed by Science) — добавляется ещё одна детективная история.

  - 8 видов оружия: Охотничье ружьё из клёна, Двуствольный пистолет, Острое копьё, Топор «Рассекатель брони», Парадный пистолет, Рапира «Паппенхаймер», Копьё «Пронзатель» и Клинок чести.
  - 6 видов брони: Капюшон «Осада Маастрихта», Штаны национальной гвардии, Ремень «Изенбург-Бирштейн», Дуэльная рубашка Атоса, Чёрные мушкетёрские штаны и Наручи «Латур д’Овернь».

## Саундтрек
Саундтрек написан Райаном Амоном при участии Криса Тилтона и Сары Шахнер.
| №   | Название                      | Длительность |
| --- | ----------------------------- | ------------ |
| 1.  | «Unity»                       | 3:58         |
| 2.  | «On Father's Watch»           | 3:56         |
| 3.  | «Chase by Chase Basis»        | 2:28         |
| 4.  | «Breach Party»                | 2:25         |
| 5.  | «Versailles for Sore Eyes»    | 2:50         |
| 6.  | «The Hard Cell»               | 1:29         |
| 7.  | «A Leap of Faith»             | 3:07         |
| 8.  | «Welcome to the Brotherhood»  | 0:45         |
| 9.  | «Church and Destroy»          | 2:28         |
| 10. | «A Sneaking Sense of Liberty» | 2:51         |
| 11. | «Waltz des Thunes»            | 1:11         |
| 12. | «A Mystery of Violence»       | 2:46         |
| 13. | «To Your Stealth»             | 2:47         |
| 14. | «Off with Their Heads»        | 1:36         |
| 15. | «Follow My Lead»              | 2:05         |
| 16. | «Just Jabbin»                 | 2:38         |
| 17. | «Put Your Mind at Elise»      | 1:58         |
| 18. | «Innocent or Guillotine»      | 2:03         |
| 19. | «A Clash of Assassins»        | 3:51         |
| 20. | «Belle of the Balloon»        | 5:01         |
| 21. | «Monarch Enemy»               | 3:56         |
| 22. | «The Attainted One»           | 1:55         |
| 23. | «The Bottle of Solitude»      | 3:52         |
| 24. | «Arno's Return»               | 1:41         |
| 25. | «The Frame Game»              | 1:47         |
| 26. | «Battle Royale»               | 1:38         |
| 27. | «The Final Target»            | 3:25         |
| 28. | «Ou La Mort»                  | 3:23         |
| 29. | «Nothing Is True»             | 1:39         |
| 30. | «Origins of a Revolution»     | 1:42         |

| №   | Название                                       | Длительность |
| --- | ---------------------------------------------- | ------------ |
| 1.  | «Rather Death Than Slavery»                    | 2:15         |
| 2.  | «Chandeliers and Carnage»                      | 4:00         |
| 3.  | «Binding Loyalties»                            | 1:59         |
| 4.  | «Dark Slayer»                                  | 5:10         |
| 5.  | «Danton's Sacrifice»                           | 2:19         |
| 6.  | «Books of Grievances»                          | 3:00         |
| 7.  | «Treachery and Butchers»                       | 3:22         |
| 8.  | «Storming the Guilty»                          | 4:01         |
| 9.  | «A Seditious Act»                              | 2:35         |
| 10. | «Ballroom Fight (Invention No. 13 In D Minor)» | 2:14         |
| 11. | «Legerdemain»                                  | 2:28         |
| 12. | «Spies, Taxes, and the Third Estate»           | 1:30         |
| 13. | «Inflame or Enlighten»                         | 3:19         |
| 14. | «The Committee of One»                         | 3:38         |
| 15. | «What It Has Always Been»                      | 2:46         |
| 16. | «The First Transformation»                     | 3:46         |
| 17. | «The Mob Accuses»                              | 2:30         |
| 18. | «Assassin's Swagger»                           | 1:41         |
| 19. | «Right Wing Element»                           | 1:20         |
| 20. | «The Nation, the Law, and the King»            | 2:24         |
| 21. | «Execution By All Means»                       | 1:49         |

## Разработка
19 марта 2014 года на развлекательном портале Kotaku были выложены несколько скриншотов из ранней версии игры.
21 марта 2014 года Ubisoft выпустили тизер, официально подтвердив разработку игры.
10 июня 2014 года на пресс-конференции Ubisoft в рамках выставки E3 2014 был представлен первый кинематографический трейлер Assassin′s creed: Unity. Саундтреком данного трейлера является песня Лорд «Everybody Wants to Rule the World». Также на E3 был показан геймплейный трейлер демонстрирующий кооперативный режим игры на 4 человека.
23 октября 2014 года компания Ubisoft опубликовала официальные системные требования игры.

## Отзывы
| Сводный рейтинг       | Сводный рейтинг                           |
| Агрегатор             | Оценка                                    |
| --------------------- | ----------------------------------------- |
| GameRankings          | (PS4) 68,11 % (XONE) 70,18 % (PC) 77,50 % |
| Metacritic            | (PS4) 75/100 (XONE) 73/100 (PC) 71/100    |
| Иноязычные издания    |                                           |
| Издание               | Оценка                                    |
| Destructoid           | 7/10                                      |
| Eurogamer             | 7/10                                      |
| Game Informer         | 8/10                                      |
| GameSpot              | 7/10                                      |
| GamesRadar+           | [ 25 ]                                    |
| GameTrailers          | 8/10                                      |
| IGN                   | 7,8/10                                    |
| Joystiq               | [ 28 ]                                    |
| PC Gamer (US)         | 65/100                                    |
| Polygon               | 6,5/10                                    |
| VideoGamer            | 8/10                                      |
| Digital Spy           | [ 32 ]                                    |
| Digital Trends        | [ 33 ]                                    |
| Metro                 | 5/10                                      |
| Hardcore Gamer        | 3/5                                       |
| Trusted Reviews       | 9/10                                      |
| USGamer               | [ 37 ]                                    |
| Mirror.co.uk          | [ 38 ]                                    |
| Stuff                 | [ 39 ]                                    |
| The Independent       | [ 40 ]                                    |
| Time                  | 3/5                                       |
| Tom's Guide           | [ 42 ]                                    |
| Trusted Reviews       | 9/10                                      |
| Русскоязычные издания |                                           |
| Издание               | Оценка                                    |
| 3DNews                | 7/10                                      |
| Absolute Games        | 65 %                                      |
| PlayGround.ru         | 8,3/10                                    |
| Riot Pixels           | 67 %                                      |
| StopGame.ru           | Проходняк                                 |
| «Игромания»           | 7,5/10                                    |
| «Канобу»              | 7,5/10                                    |

| Сводный рейтинг | Сводный рейтинг |
| Агрегатор       | Оценка          |
| --------------- | --------------- |
| GameRankings    | 60,45 %         |

Портал «Игры@Mail.Ru» поставил игре 9 баллов из 10. «Unity — великолепное возвращение Assassin’s Creed к истокам, концепции „игры в большом городе“. Биться на рапирах, скакать по крышам, прятаться среди многотысячной толпы и исследовать километровые парижские канализации ещё никогда не было так интересно. Не изобретая каких-то новых революционных концепций, авторы Assassin’s Creed занялись мелочами и тщательной полировкой и впервые за много серий наконец-то довели концепцию этой гениальной игры до ума. Если вы, как и многие любители хороших игр, пропустили пару последних „Асассинов“, потому что „достало, надоело и вообще каждый год одно и то же“, то сейчас — самый удачный повод наконец-то вернуться.».
Игровой портал Stopgame.ru же наоборот, поставил игре оценку «Проходняк», отметив, что «Unity — со всех сторон урезанная AC. Разработчики лишили игру огромного количества достижений серии. С одной стороны, это плохо, поскольку мы уже были приучены к обилию геймплейных возможностей. С другой же — к нам вернулось стелсовое обаяние первых частей. Но такого переворота концепции, который однажды произвела Black Flag, в Unity не случилось. Восприятие геймплея осталось прежним. Перед нами вновь вымученная, избитая и сотню раз надоевшая механика. От творческого переосмысления до слепого копирования — один шаг. И Unity этот шаг сделала». Среди недостатков игры были выделены «сюжетная линия с надоевшим пафосом и скучным героем; слабый AI неспособен поддержать интерес к стелсовой механике; отсутствие множества геймплейных элементов последних частей; микротранзакции; баги».
Зарубежную прессу тоже разочаровала эта игра. Например, автор GameSpot признал, что игра очень здорово выглядит, однако сюжетная линия в ней скучна и невыразительна. Она полностью лишена зрелищности, присущей Assassin’s Creed, из-за чего проходить её неинтересно. Журналист Kotaku тоже написал об этом, но куда больше его возмутили многочисленные баги и постоянные «тормоза», из-за которых игра будто бы воспроизводится с частотой 20 кадров/с, лишь периодически достигая отметки в 30 кадров/с.
А коллектив Game Informer отметил долгие загрузки, повторяющиеся напоминания об управлении и частые «подвисания», но простил эти недостатки из-за огромного открытого мира, полного интересных развлечений. Автор IGN согласен с коллегами, но сообщает о неудобном управлении и скучном главном герое, из-за которого следить за сюжетной линией нет никакого желания.